# Etheostoma obama
Etheostoma obama (лат.) — вид лучепёрых рыб из семейства окуневые (подрод Doration), названный в честь 44-го Президента США Барака Обамы. Северная Америка. Эндемик США (Теннесси, реки Дак (приток Теннесси) и Баффало). Длина самцов до 48 мм, самки мельче — до 43 мм. Тело самцов ярко-оранжевое с радужными синими пятнами. Спинной плавник вееробразный с разноцветными (оранжевыми и синими) полосами. Живут в быстротекущих ручьях и реках. Согласно формулировке одного из авторов открытия (S. R. Layman), имя Нобелевского лауреата было присвоено новому виду в признании заслуг Б. Обамы в области экологосообразной политики и особенно в деле охраны окружающей среды.